# Église Notre-Dame-de-l'Assomption de Belváros
Pour les articles homonymes, voir Église Notre-Dame.
L'église Notre-Dame-de-l'Assomption (en hongrois : Nagyboldogasszony Főplébánia) est une église catholique romaine de Budapest, située dans le quartier de Belváros. 
Fondé pendant le règne de saint Étienne, sur le lieu de sépulture de l'évêque Gellért, ce sanctuaire est l'édifice le plus ancien de Pest. Convertie en mosquée pendant l'occupation turque, l'église a conservé le mihrab qui constitue un des rares vestiges de l'occupation musulmane de Budapest. Elle fut endommagée par le Grand Incendie de 1723 et fut en partie reconstruite dans le style baroque par György Pauer entre 1725 et 1739. Le décor intérieur comprend aussi des éléments néo-classiques et des œuvres du XXe siècle.

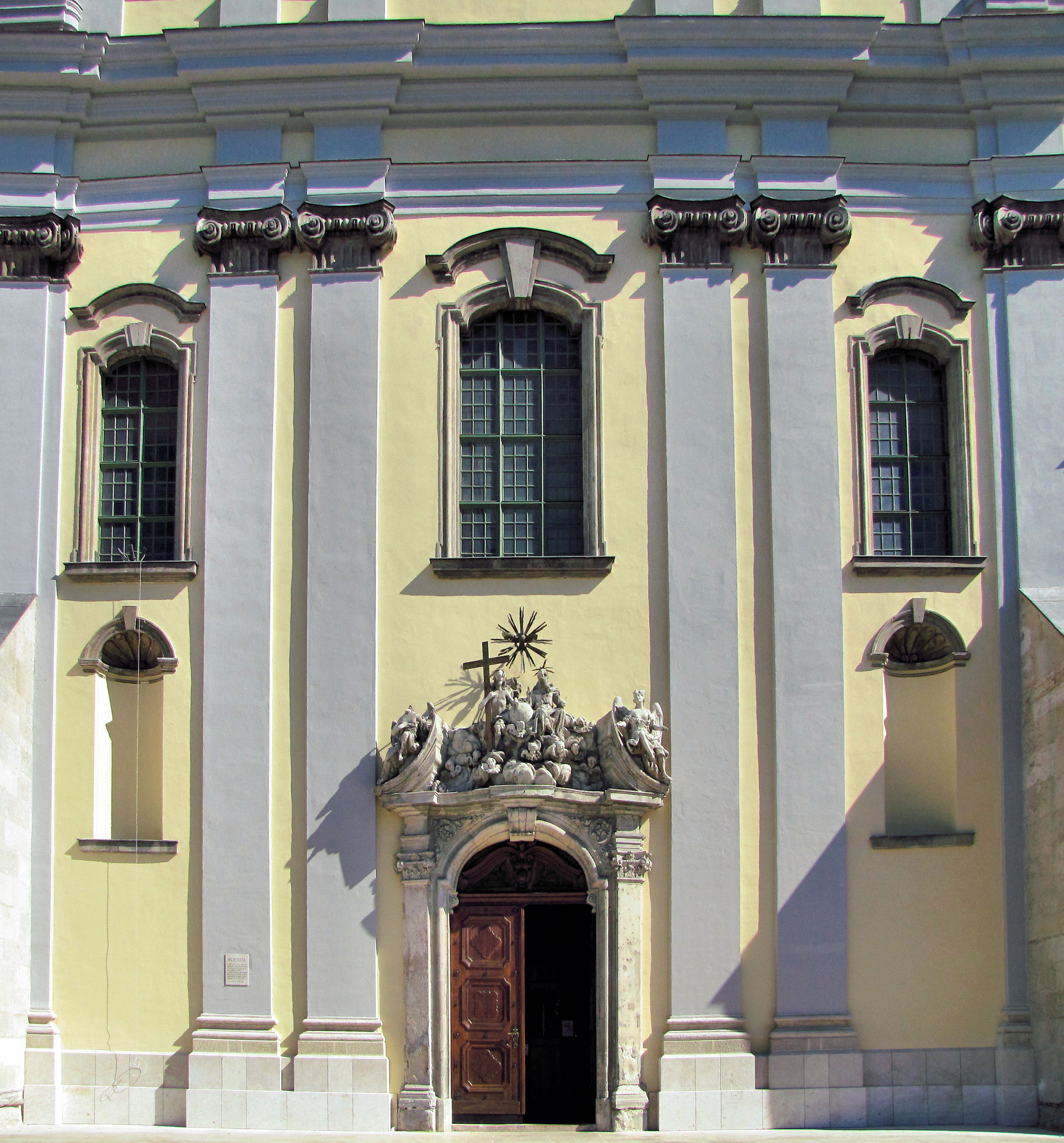
Une sculpture de la Sainte Trinité couronne le portail principal de style baroque tardif
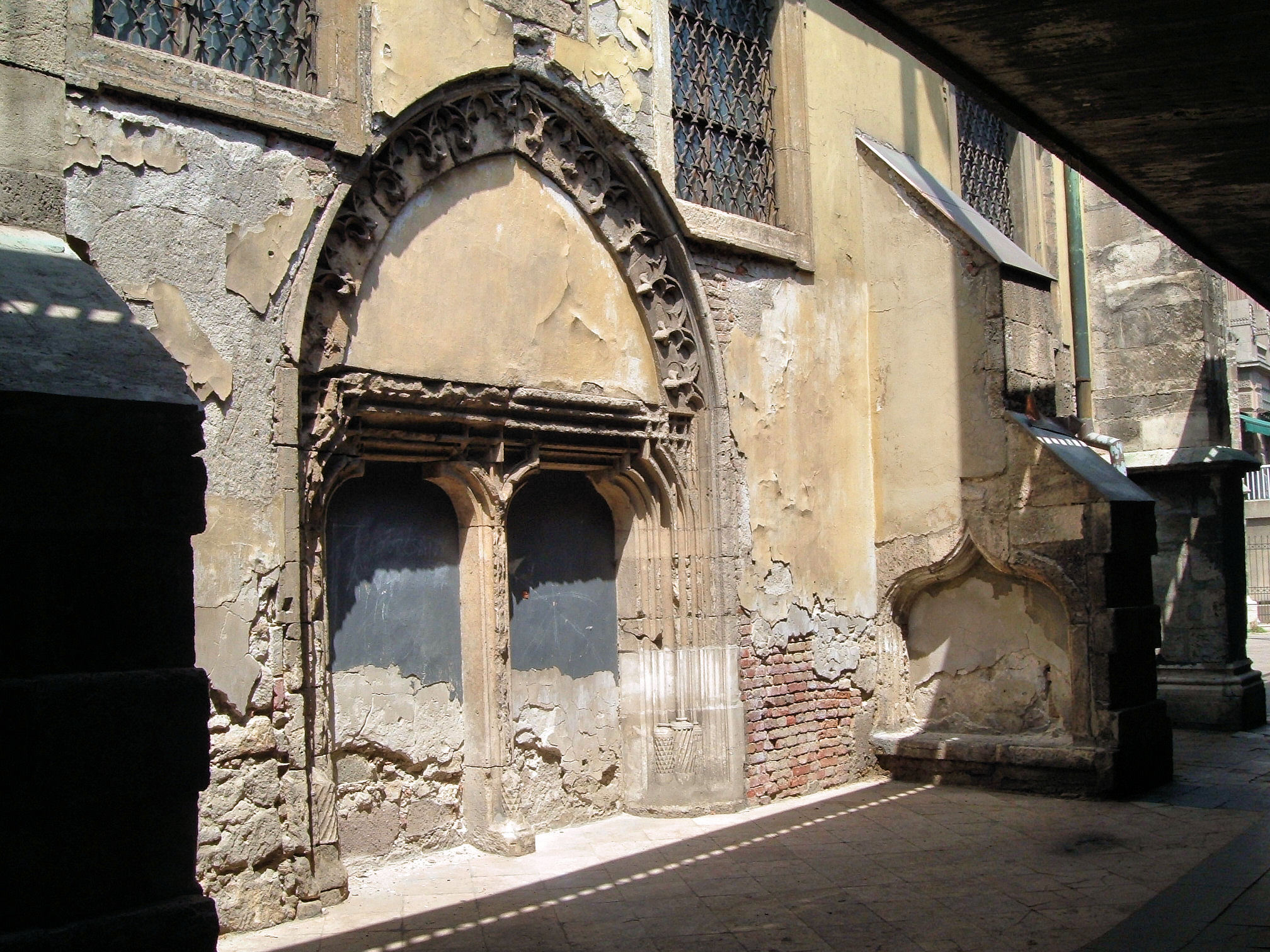
Portail sud de style gothique
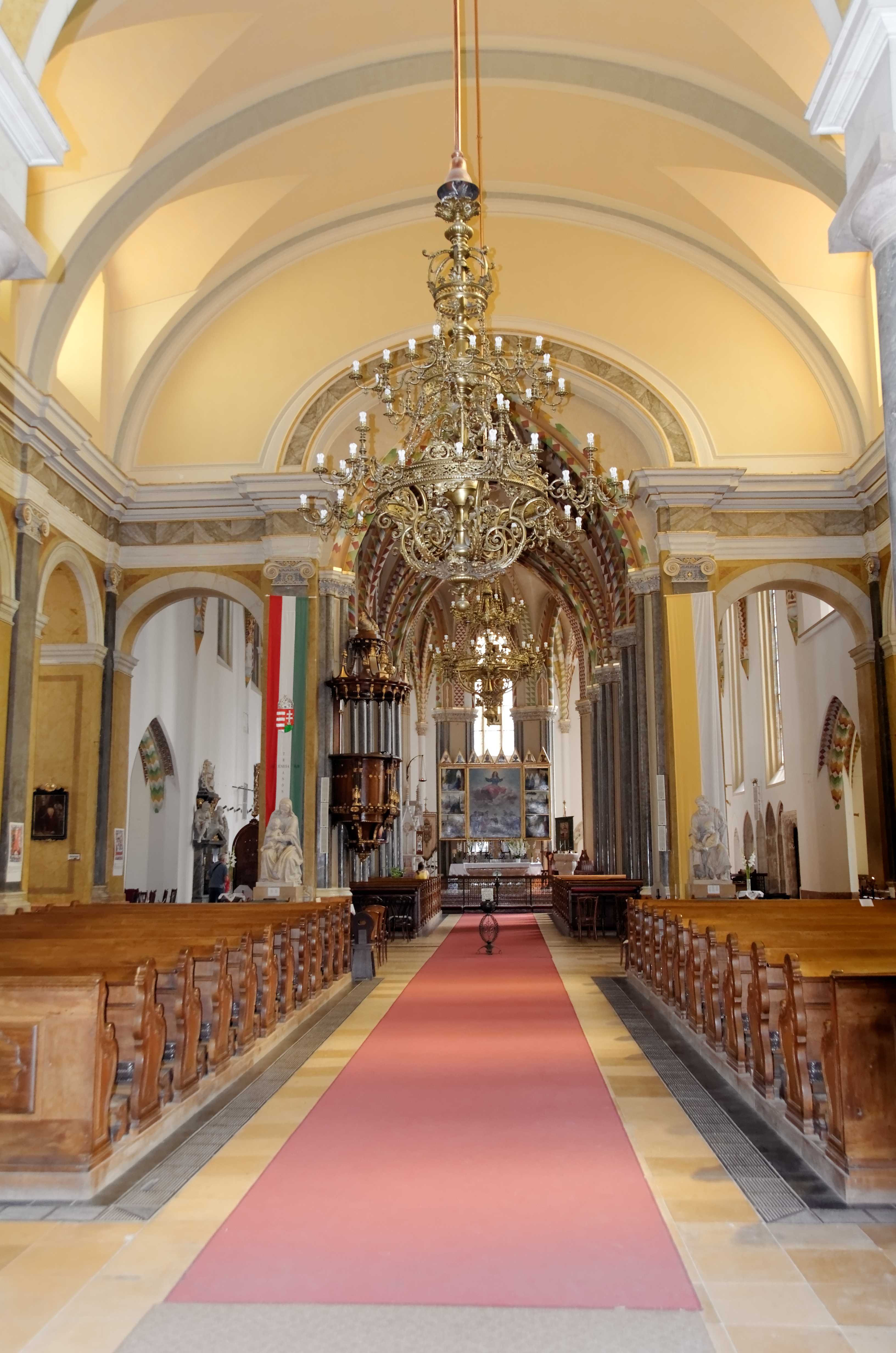
L'intérieur de l'église est le reflet de son histoire avec un chœur gothique et une nef baroque
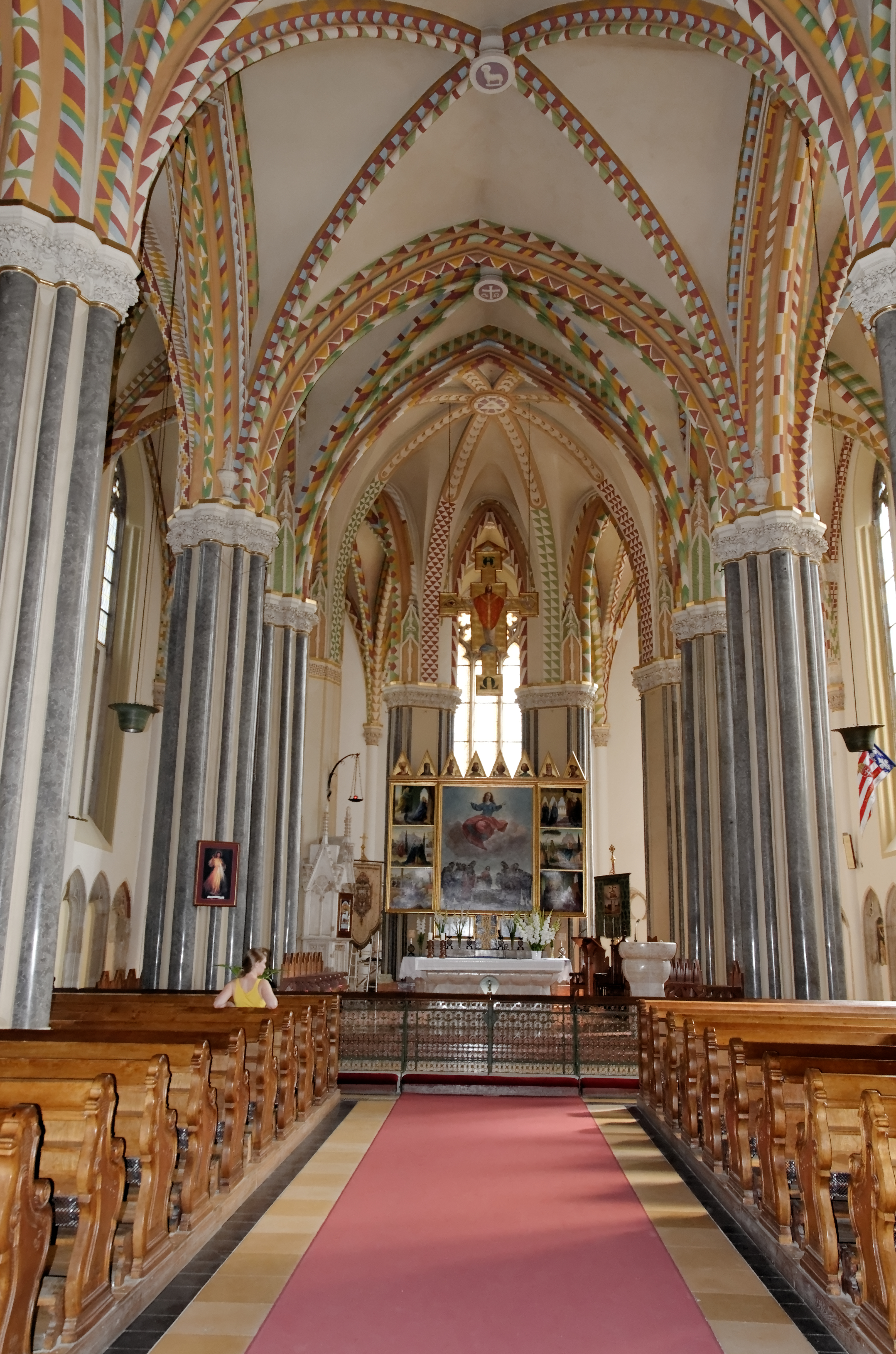
Chœur de l'église. Le nouvel autel par Károly Antal et Pál C.Molnár a remplacé en 1948 celui détruit pendant la guerre
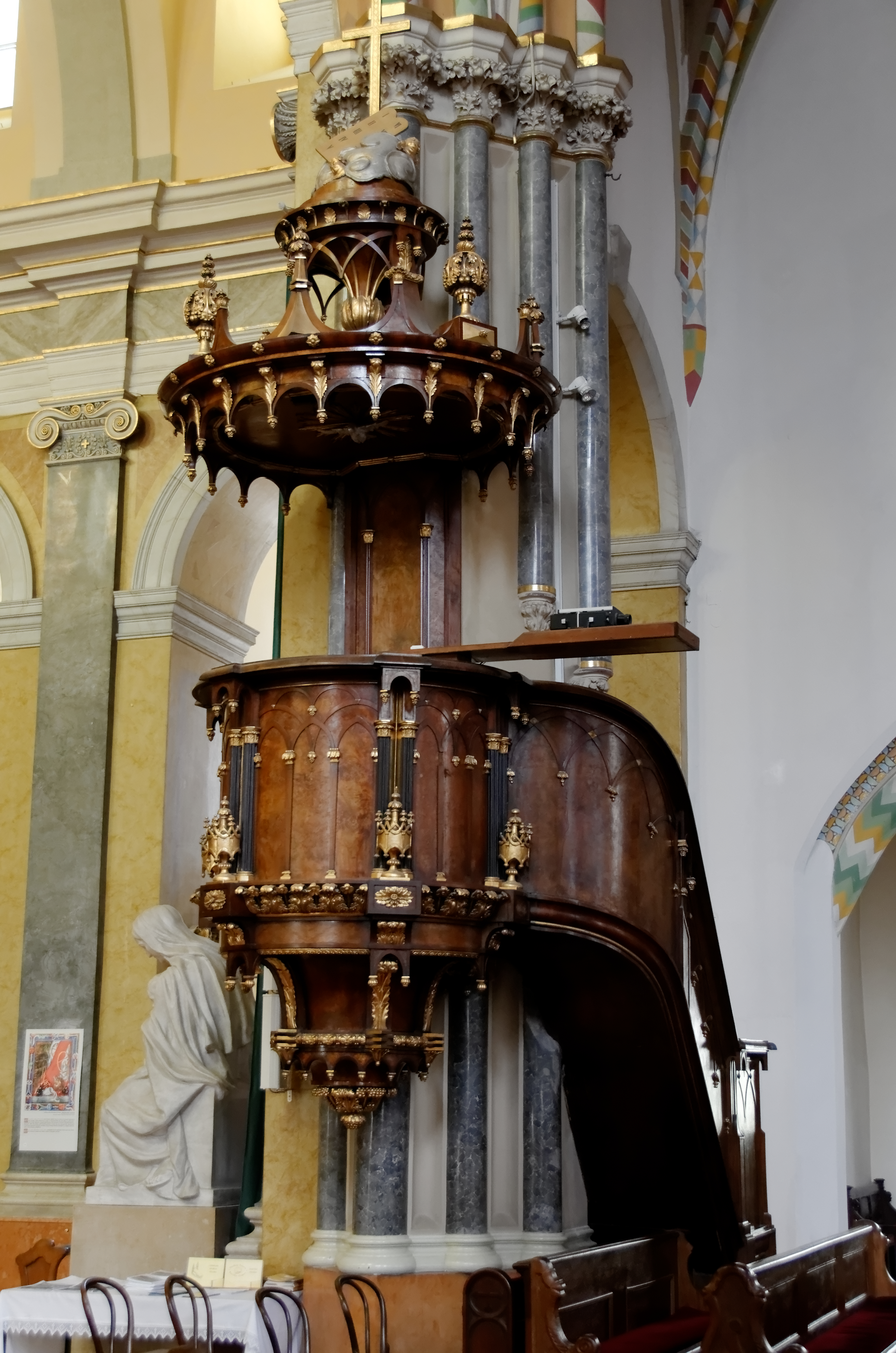
Chaire néogothique sculptée en 1808 par Fülöp Ungradt
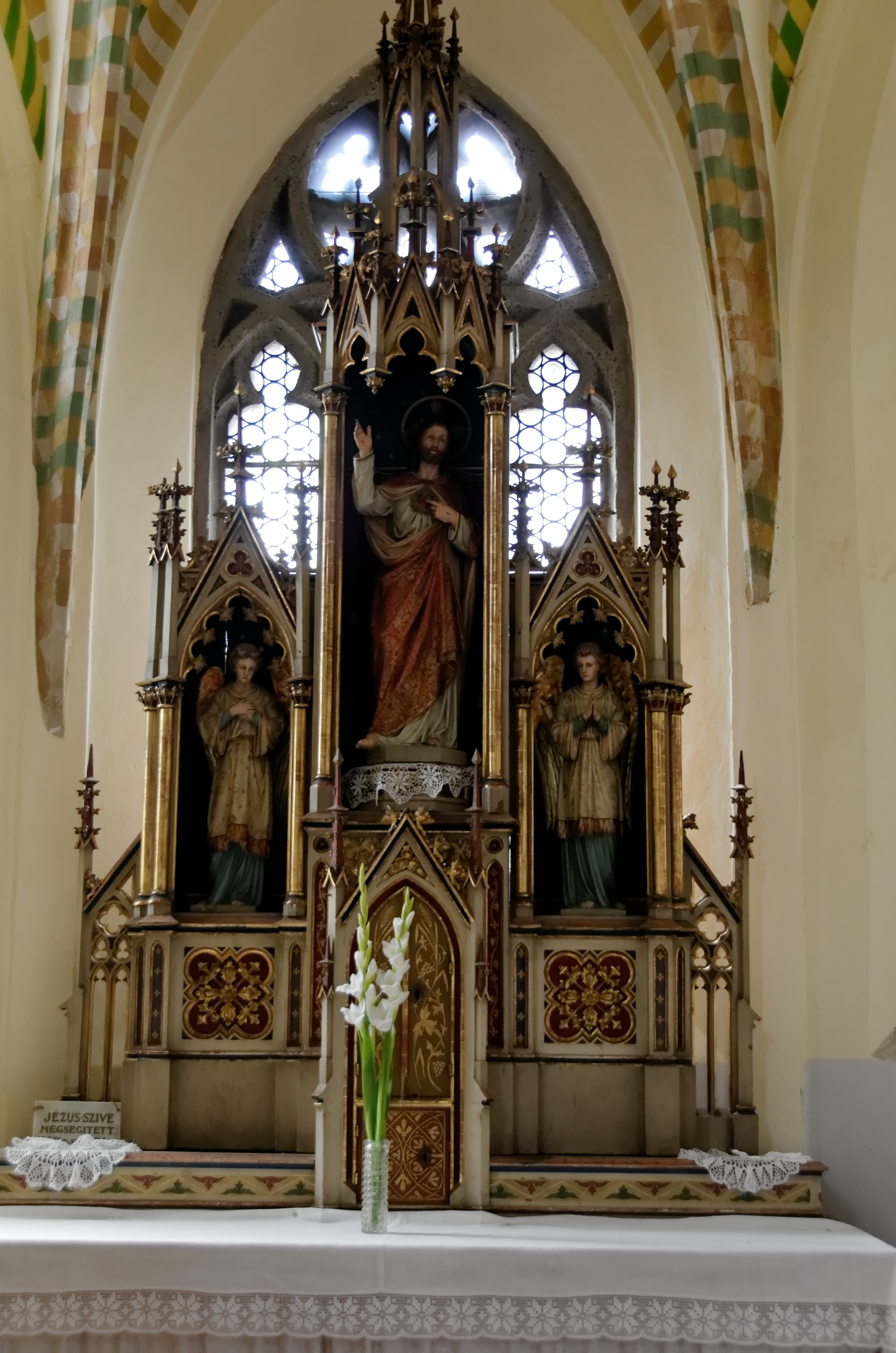
Chapelle gothique dont les fenêtres et entrelacs ont dû être reconstruites
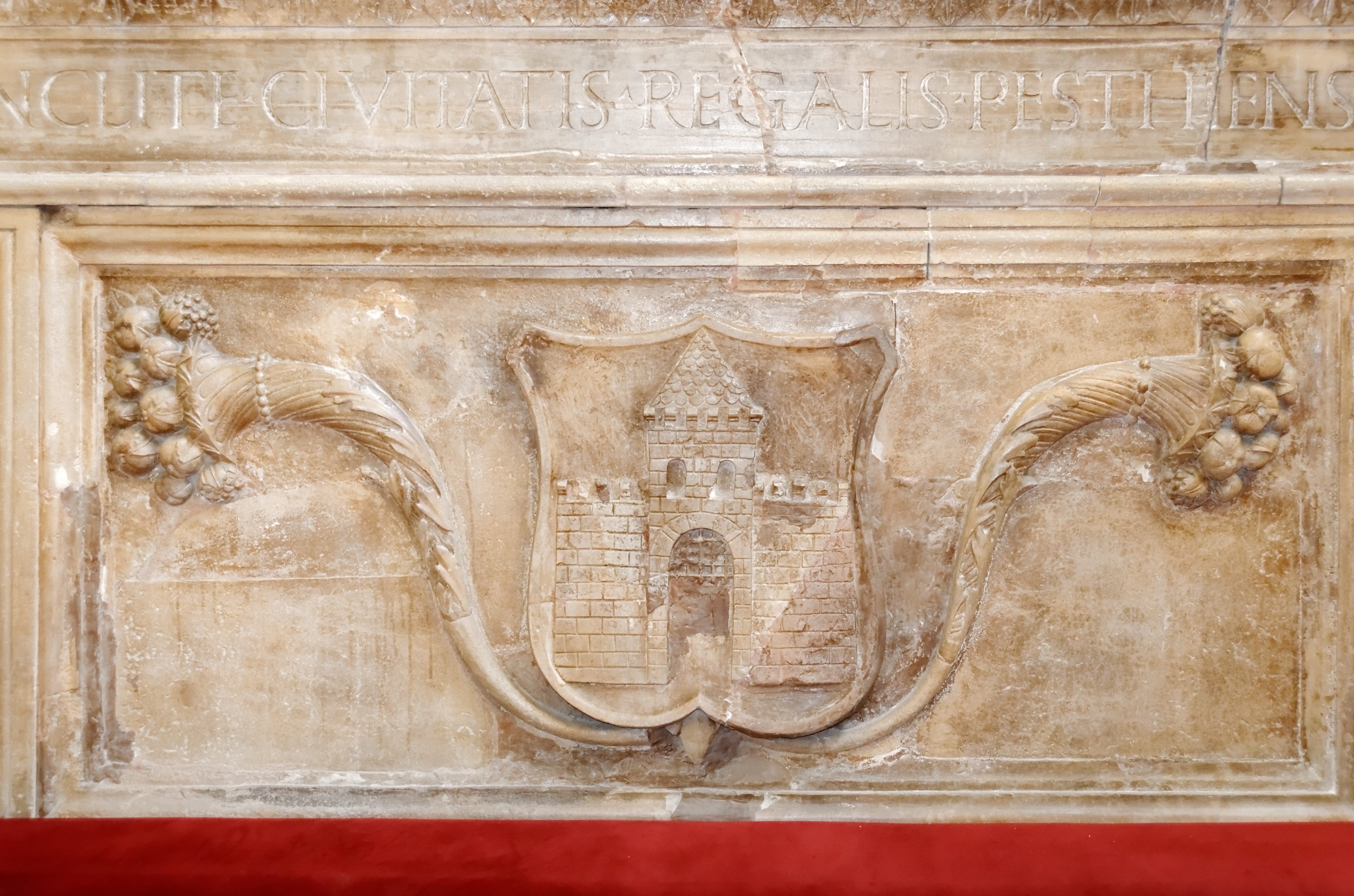
Les armes de la ville de Pest ornent le piédestal d'un tabernacle Renaissance commandé en 1507 par le conseil municipal à un artisan italien
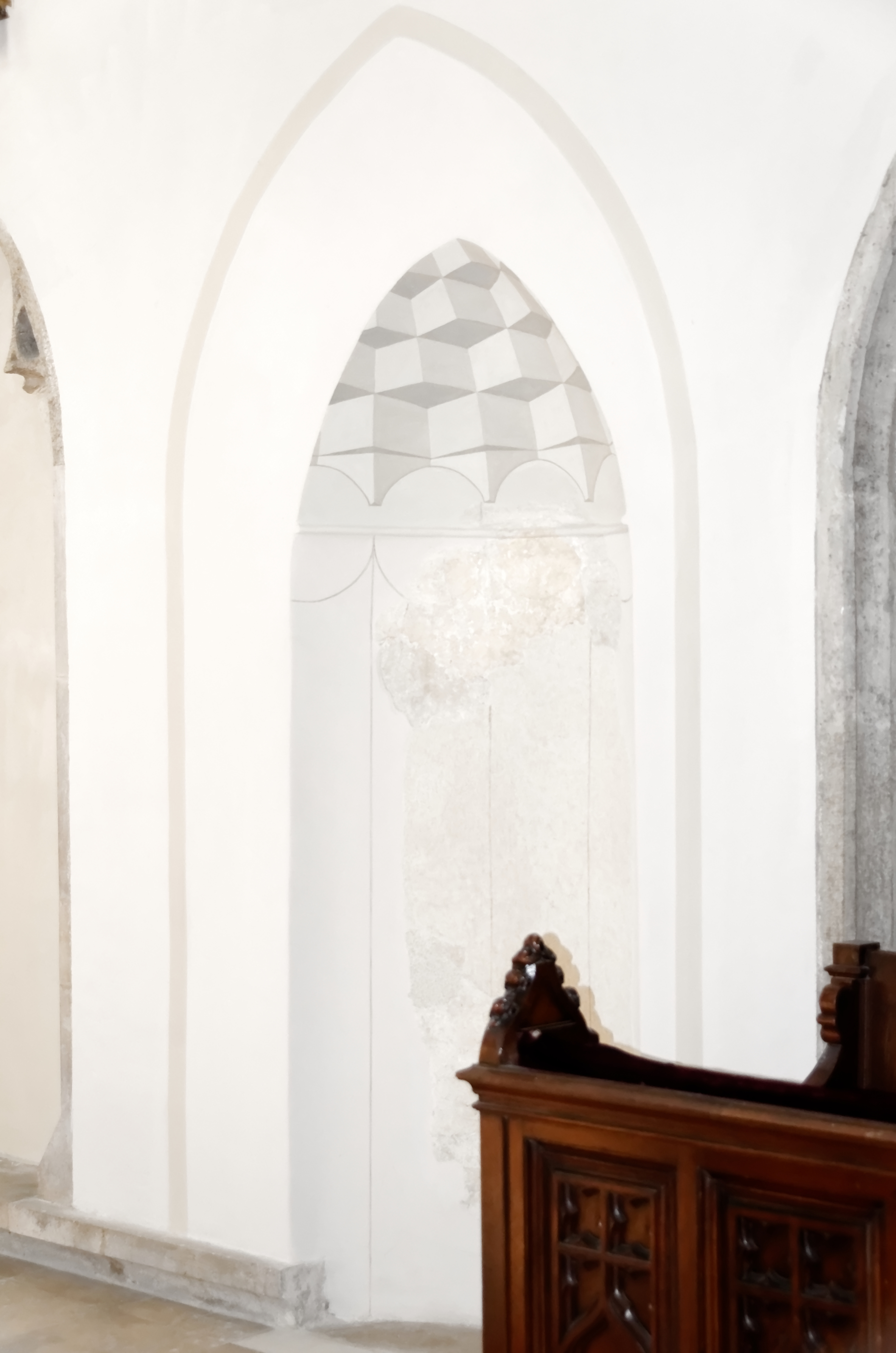
Mihrab turc en cours de rénovation (juillet 2011)